# Prosopidastrum mexicanum
Prosopidastrum mexicanum är en ärtväxtart som först beskrevs av Robert Louis Dressler, och fick sitt nu gällande namn av Arturo Erhardo Erardo Burkart. Prosopidastrum mexicanum ingår i släktet Prosopidastrum och familjen ärtväxter. Inga underarter finns listade i Catalogue of Life.